# 홋카이도 중앙버스

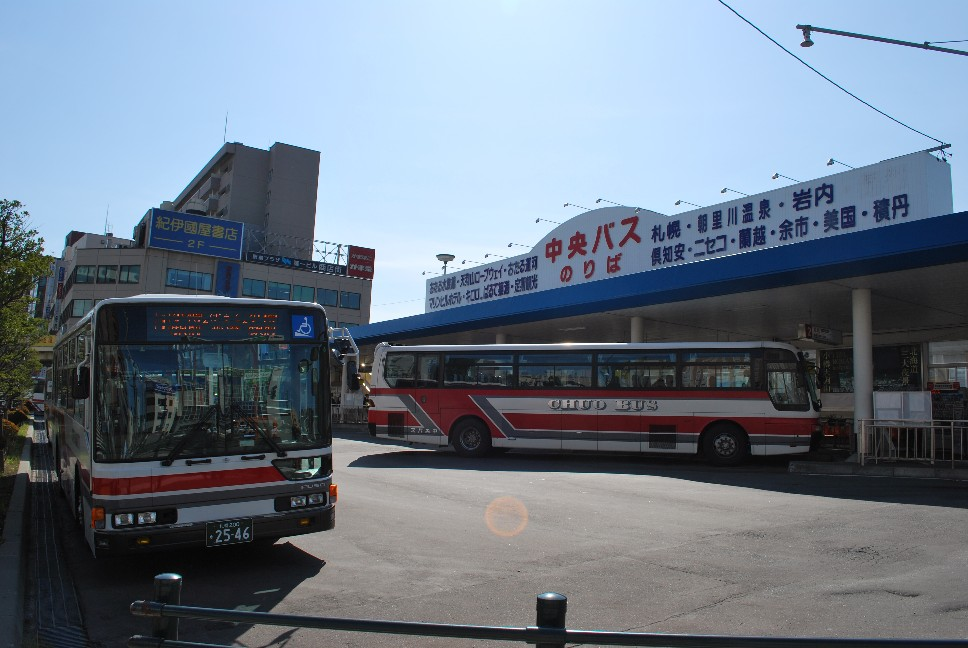
오타루 터미널

홋카이도 중앙버스(일본어: 北海道中央バス 홋카이도츄오바스[*])은 홋카이도 오타루시에 본사를 둔 버스 기업이다. 오타루 시와 삿포로 시 등 노선 버스 사업을 행하는 것 외에도 관광 전세 버스와 삿포로 시내를 연결하는 도시간 버스 사업도 실시하고 있다. 또한 보유 차량 대수 및 운행 거리에서는 일본에서 최고의 규모를 자랑한다.